# Estación Higashi-Ikebukuro-Yonchōme
La estación Higashi-Ikebukuro-Yonchome (東池袋四丁目停留場 Higashi-Ikebukuro-Yonchōme-teiryūjō?) de la línea Toden Arakawa, pertenece al único sistema de tranvías de la empresa estatal Toei, y está ubicada en el barrio especial de Toshima, en la prefectura de Tokio, Japón.

## Otros servicios
- Metro de Tokio
  - Línea Yūrakuchō: estación Higashi-Ikebukuro

## Sitios de interés
- Templo Gokoku
- Museo del oriente antiguo
- Edificio Sunshine 60
- Cementerio de Zoshigaya

## Historia
- 1925 (12 de diciembre): Apertura de la estación.
- 1939 (1 de abril): Apertura de la estación Ikebukuro en sus cercanías.
- 1942 (1 de febrero): La línea es adquirida por la Ciudad de Tokio
- 1969 (26 de octubre): Deja de formar parte de la línea 17, y se convierte en parte de la actual.